# Марсело Вале Силвейра Мело
Марсело Вале Силвейра Мело (* 9 август 1985 г. в Бразилия) е бразилски хакер в областта на сигурността. През 2018 г. е арестуван по време на Operação Bravata за подстрекаване към насилие. В момента той излежава 41-годишна присъда в затвора.
Мело, бивш студент по информационни технологии, насърчава актове на насилие и публикуване на изображения на убийства и педофилия от 2005 г., когато е активен в социалната мрежа Orkut. През 2009 г. той става първият бразилец, който публично пропагандира в интернет престъпления, мотивирани от омраза и расизъм, и е обвинен за това. Осъден е на една година и два месеца затвор, но остава на свобода, тъй като адвокатите му пледират за невменяемост. Твърди се, че е поддържал контакти с Уелингтън Менезес де Оливейра, който през 2011 г. убива 12 деца в общинското училище „Тасо да Силвейра“ в Реаленго, Рио де Жанейро, по време на безчинствата в Реаленго.
Мело е арестуван през 2012 г., освободен през 2013 г. и отново задържан през 2018 г., когато живее в Куритиба. В продължение на няколко години той заплашва и напада аржентинката Долорес Аронович, професор във Федералния университет на Сеара, която изобличава практиките на Мело. Действията на Аронович предизвикват приемането на Закон 13.642/2018, известен като Lei Lola, който е приет през 2018 г. и дава правомощия на федералната полиция да разследва женомразството в интернет.
|  | Тази страница частично или изцяло представлява превод на страницата Marcelo Valle Silveira Mello в Уикипедия на испански. Оригиналният текст, както и този превод, са защитени от Лиценза „Криейтив Комънс – Признание – Споделяне на споделеното“, а за съдържание, създадено преди юни 2009 година – от Лиценза за свободна документация на ГНУ. Прегледайте историята на редакциите на оригиналната страница, както и на преводната страница, за да видите списъка на съавторите. ВАЖНО: Този шаблон се отнася единствено до авторските права върху съдържанието на статията. Добавянето му не отменя изискването да се посочват конкретни източници на твърденията, които да бъдат благонадеждни. |